# 葉志成
葉志成，1948年出生，廣東東莞人，香港葉氏化工集團有限公司(0408.HK)創辦人、主席及董事總經理、及旗下公司董事。
為葉容先生兒子、葉鳳娟女士及葉子軒先生之兄。

## 貢獻
- 獲得1992年香港青年工业家奖

## 生平
1971年創立恒昌行
1991年葉氏化工於香港上市
2006年成立葉志成慈善基金有限公司

## 相關連結
- 我的化工情结--访“香港化工大王”叶志成先生
- 葉志成先生 葉氏化工集團個人履歷
- 疑对老父施行“安乐死” 香港富豪姊妹被控谋杀[永久]